# 芒特普利茅斯 (佛羅里達州)
芒特普利茅斯（英語：Mount Plymouth）是位於美國佛羅里達州萊克縣的一個人口普查指定地區。

## 地理
芒特普利茅斯的座標為28°47′57″N 81°31′54″W / 28.79917°N 81.53167°W，而該地最高點為海拔高度24米（即79英尺）。

## 人口
根據2010年美國人口普查的數據，芒特普利茅斯的面積為7.60平方千米，當中陸地面積為7.20平方千米，而水域面積為0.40平方千米。當地共有人口4011人，而人口密度為每平方千米527人。